# 서비스형 소프트웨어
서비스형 소프트웨어(Software as a service, SaaS /sæs/)는 제공자가 클라이언트에게 응용 소프트웨어 사용을 제공하고 필요한 모든 물리적 및 소프트웨어 리소스를 관리하는 클라우드 컴퓨팅 서비스 모델이다. SaaS는 일반적으로 웹 애플리케이션을 통해 액세스한다. 다른 소프트웨어 딜리버리 모델과 달리 "소프트웨어의 소유와 소유권을 사용에서 분리"한다. SaaS 사용은 2000년경에 시작되었으며 2023년까지 응용 소프트웨어 배포의 주된 형태가 되었다.
대부분의 자체 호스팅 소프트웨어 제품과 달리 소프트웨어의 버전이 하나뿐이며 지원되는 운영체제와 구성은 하나뿐이다. SaaS 제품은 일반적으로 하드웨어와 때로는 운영 체제 및 미들웨어를 포함한 임대식 서비스형 인프라스트럭처(IaaS) 또는 서비스형 플랫폼(PaaS) 시스템에서 실행되어 사용량이 빠르게 증가하는 것을 수용하고 고객에게 즉각적이고 지속적인 가용성을 제공한다. SaaS 고객은 무한한 컴퓨팅 리소스를 추상화하는 반면 규모의 경제성은 비용을 낮춘다. SaaS 아키텍처는 일반적으로 멀티 테넌트이다. 일반적으로 효율성을 위해 클라이언트 간에 리소스를 공유하지만 때로는 추가 요금을 내고 사일로 환경을 제공한다. 일반적인 SaaS 수익 모델에는 프리미엄, 구독 및 사용 기반 요금이 포함된다. 기존 소프트웨어와 달리 특정 버전의 소프트웨어에 대한 영구 라이선스를 구매하는 것은 거의 불가능하다.
SaaS를 다른 애플리케이션 개발과 구별하는 특정 소프트웨어 개발 관행은 없지만 빈번한 테스트와 릴리스에 중점을 두는 경우가 많다.

## 클라우드 컴퓨팅

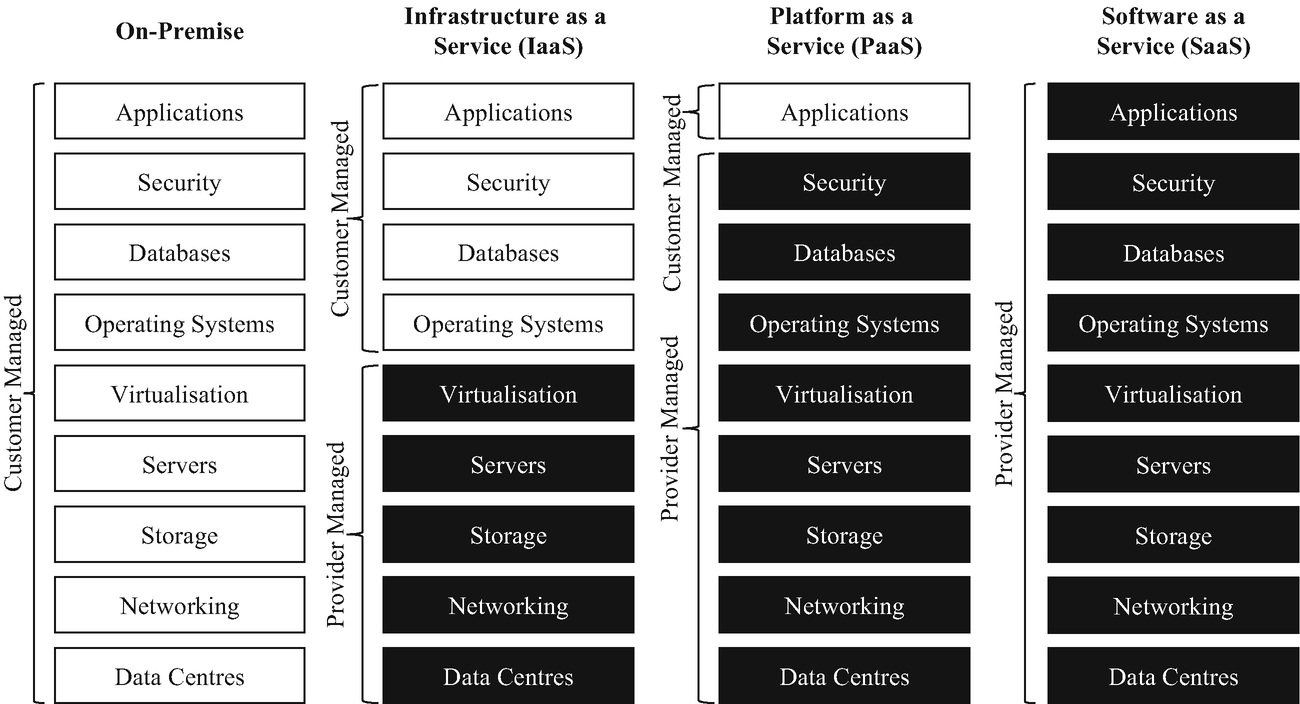
온프레미스, IaaS, PaaS, SaaS의 비교

서비스형 인프라스트럭처(IaaS)는 가장 기본적인 형태의 클라우드 컴퓨팅으로, 물리적 컴퓨터와 같은 인프라 리소스를 사용자가 소유하지 않고 클라우드 제공자로부터 임대한다. 그 결과, 컴퓨터가 배송되고 설정될 때까지 몇 주를 기다릴 필요 없이 인프라 리소스를 빠르게 늘릴 수 있다. IaaS는 운영 체제와 애플리케이션의 형태로 인프라를 활용하기 위해 시간과 전문성이 필요하다. 서비스형 플랫폼(PaaS)에는 운영 체제와 미들웨어가 포함되지만 애플리케이션은 포함되지 않는다. SaaS 제공자는 일반적으로 PaaS 또는 IaaS 서비스를 사용하여 애플리케이션을 실행한다.
IaaS가 없다면 다양한 수의 사용자에게 SaaS 제품을 확장 가능하게 만들고 고객이 기대하는 즉각적이고 지속적인 가용성을 제공하는 것은 매우 어려울 것이다. 대부분의 최종 사용자는 SaaS 제품만 사용하며 물리적 하드웨어와 운영 체제의 기술적 복잡성에 대해 걱정할 필요가 없다. 클라우드 리소스는 인간의 상호 작용 없이 액세스할 수 있기 때문에 SaaS 고객에게 무한한 컴퓨팅 리소스의 추상화가 제공되는 반면 규모의 경제성으로 인해 비용이 절감된다.  클라우드 컴퓨팅의 또 다른 주요 특징은 소프트웨어 업데이트를 거의 즉시 모든 고객에게 배포하여 제공할 수 있다는 것이다. 2019년에 SaaS는 클라우드 컴퓨팅 시장의 다수인 43%를 차지한 것으로 추산되었고, IaaS와 PaaS를 합치면 약 25%를 차지했다.

## 같이 보기
- 클라우드 컴퓨팅